# Joan Parés i March
Joan Parés i March   (Mataró, c. 1943 - Mollet del Vallès, 28 de juliol de 2022) fou un mecànic i pilot de motociclisme català que destacà en competicions estatals durant les dècades de 1960 i 1970. S'especialitzà en les petites cilindrades (sobretot, 50cc) i en proves de resistència i fou pilot oficial de Derbi. Guanyà el Campionat d'Espanya i el d'Europa de resistència el 1969 amb OSSA.

## Trajectòria esportiva
A 14 anys ja tenia una Mobylette amb què corria per la carretera i, de mica en mica, es va anar interessant pel motociclisme fins que el 1962 disputà la seva primera cursa, la Pujada a Santa Creu d'Olorda, patrocinat pel representant de Derbi a Premià de Mar, Motos Magriñà. Aquella prova la va córrer amb una Derbi 65 Sprint de 3 marxes i va guanyar a la seva categoria. D'ençà d'aleshores es va dedicar en exclusiva a les curses, inicialment pujades de muntanya i posteriorment proves de resistència i velocitat.

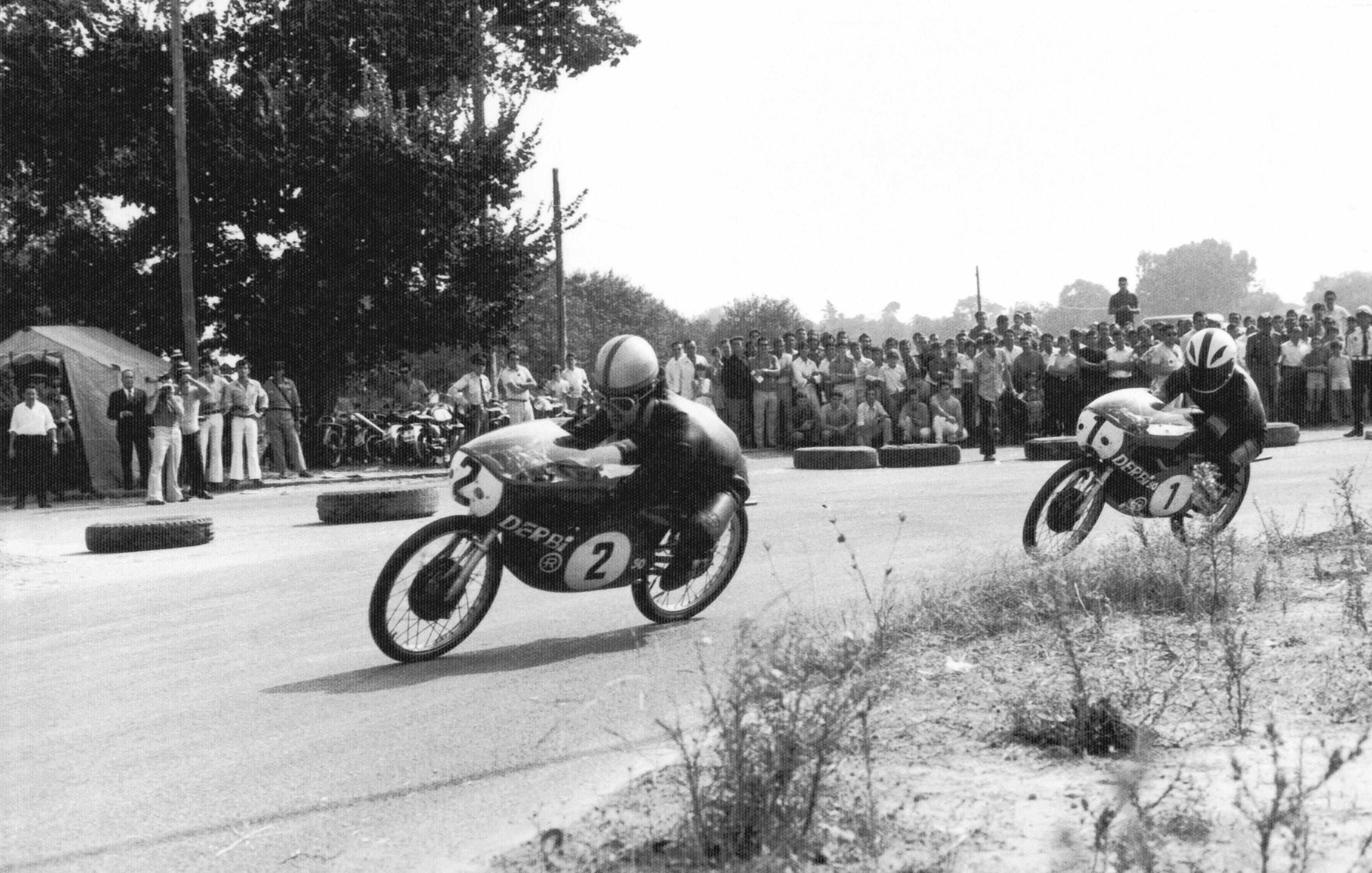
Parés amb la Derbi 50cc davant d'Angel Nieto a Brno el 1971

Ben aviat, amb Derbi i el suport de Magriñà, Parés guanyà tres Campionats de Catalunya de muntanya (el primer, el 1965) fins que, el 1967, el representant d'OSSA a Mataró, Motos Payà, li oferí suport. Començà llavors a simultaniejar les curses de petita cilindrada amb Derbi i les de cilindrada superior amb OSSA. Amb aquesta darrera marca competí en tres edicions de les 24 Hores de Montjuïc, essent-ne la mes reeixida la tercera, el 1969, on amb una OSSA 230 de sèrie i Min Grau de company guanyà a la categoria dels 250cc i aconseguí de passada el Campionat d'Espanya i el d'Europa de resistència en 250cc (gràcies a la seva anterior victòria a les 12 Hores del Jarama).
De cara a la temporada de 1970, Derbi necessitava un reforç per al seu pilot estrella al Campionat del Món, Angel Nieto, i convocà els quatre pilots més prometedors del moment (Joan Bordons, Min Grau, Fernando González De Nicolàs i Joan Parés) a unes proves al circuit del Jarama. Tot i rodar tots quatre al mateix ritme i marcar temps molt similars, l'escollit fou finalment Joan Bordons. Malgrat tot, el director esportiu de Derbi Marc Garreta cridà Parés a fàbrica poc després i el contractà com a pilot provador i mecànic. El 1970, doncs, Joan Parés entrà a treballar al departament on es fabricaven els cigonyals i canvis de marxes de les Derbi GP de competició. De cara a la temporada de 1971, com que l'experiència amb Bordons no acabà de reeixir, Derbi contractà Federico van der Hoeven com a company d'equip de Nieto i al mateix temps oferiren a Parés de córrer algun Gran Premi aprofitant que s'hi desplaçava amb l'equip com a mecànic. A final de temporada, però, Derbi decidí de centrar-se en Nieto i tant Parés com Van der Hoeven no van seguir a l'equip. El 1972, Parés competí en els Campionats d'Espanya de 50 i 125cc i passà a treballar al departament oficial de curses de Derbi, però tot i així va poder disputar el Gran Premi de Suècia, on va quedar tercer. El 1973 patí el pitjor accident de la seva carrera durant la cursa puntuable de Cartagena.
Després d'haver aconseguit 3 subcampionats d'Espanya de 50cc amb Derbi (1971, 1972 i 1975), havent acumulat 10 victòries en proves puntuables, Parés es retirà de la competició un cop acabada la temporada de 1975.

## Trajectòria professional
Des de la seva entrada a l'empresa, Joan Parés fou una peça clau del departament de competició de Derbi, on treballava sota la direcció de Paco Tombas i al costat d'altres reconeguts companys, entre ells Jaume Garriga. Parés s'encarregava de provar els prototips pels carrers del polígon industrial de Martorelles, una pràctica que es va abandonar en sec arran del greu accident de Ricardo Tormo el 1984. Aquell dia, contra el que era habitual, Tormo demanà de provar ell mateix la moto en comptes de Parés, amb el resultat de l'accident que truncà la seva carrera. Justament, un dels primers a auxiliar el pilot ferit aquell dia fou Joan Parés, testimoni de la gran topada des del final de la recta on va passar.
Abans de la tornada de Derbi als mundials de velocitat, a començaments de la dècada de 1980, Parés es dedicà durant anys a posar a punt les motos de motocròs, contribuint als èxits que aconseguiren en aquesta disciplina pilots com ara els germans Toni i Jordi Elías. Joan Parés va treballar a Derbi fins que es va jubilar, a mitjan dècada del 2000. Des d'aleshores, una de les seves principals distraccions fou la pràctica del ciclisme.

## Resultats al Mundial de motociclisme[8]
| Any  | Categoria | Moto  | Curses | Victòries | Podi | Pole | Fast lap | Punts | Posició |
| ---- | --------- | ----- | ------ | --------- | ---- | ---- | -------- | ----- | ------- |
| 1971 | 50cc      | Derbi | 4      | 0         | 0    | 0    | 0        | 19    | 11è     |
| 1972 | 50cc      | Derbi | 1      | 0         | 1    | 0    | 0        | 10    | 12è     |